# México en la Copa Mundial de Fútbol de 1978
La selección de México fue uno de los 16 equipos participantes en la Copa Mundial de Fútbol de 1978. torneo que se llevó a cabo del 1 al 25 de junio en Argentina.
Fue la octava participación de México, que formó parte del Grupo 2, junto a Alemania Federal, Polonia y Túnez.
Esta es su peor participación en un mundial masculino. Tuvo su peor derrota en toda la historia de la competición contra Alemania Federal por 0-6. Fue derrotado por Túnez  que además obtuvo su primera victoria en los mundiales con un marcador de 1-3 . Terminó con una derrota ante Polonia también por 1-3. Concluyó con 3 juegos perdidos, 12 goles en contra y 2 a favor.

## Clasificación

### Zona de Norteamérica
Para Norteamérica, estaban las selecciones de Estados Unidos, México y Canadá. Los dos equipos con mejores puntuaciones clasificaban a la siguiente ronda
| Equipo         | Pts. | PJ | PG | PE | PP | GF | GC | Dif |
| -------------- | ---- | -- | -- | -- | -- | -- | -- | --- |
| México         | 4    | 4  | 1  | 2  | 1  | 3  | 1  | 2   |
| Canadá         | 4    | 4  | 1  | 2  | 1  | 2  | 3  | -1  |
| Estados Unidos | 4    | 4  | 1  | 2  | 1  | 3  | 4  | -1  |

| 3 de octubre de 1976 | Estados Unidos | 0:0 | México | Memorial Coliseum, Los Ángeles                           |  |
|                      |                |     |        | Asistencia: 31 171 espectadores Árbitro(s): Dante Maglio |  |

| 10 de octubre de 1976 | Canadá      | 1:0 (1:0) | México | Empire Stadium, Vancouver                                    |                                                              |
|                       | Parsons 32' |           |        | Asistencia: 17 939 espectadores Árbitro(s): Toros Kibritjian | Asistencia: 17 939 espectadores Árbitro(s): Toros Kibritjian |

| 15 de octubre de 1976 | México                                      | 3:0 (2:0) | Estados Unidos | Estadio Cuauhtémoc, Puebla de Zaragoza                       |                                                              |
|                       | Solís 28' · Álvarez 40' · Dávila 83' (pen.) |           |                | Asistencia: 35 000 espectadores Árbitro(s): Werner Winsemann | Asistencia: 35 000 espectadores Árbitro(s): Werner Winsemann |

| 27 de octubre de 1976 | México | 0:0 | Canadá | Estadio Toluca 70, Toluca de Lerdo                         |  |
|                       |        |     |        | Asistencia: 26 719 espectadores Árbitro(s): Henry Landauer |  |

### Ronda final
Esta era la ronda final, donde los 6 equipos ganadores de sus respectivas zonas (México, Canadá, Guatemala, El Salvador, Cuba y Haití) disputaban un cupo para participar en la Copa Mundial de Fútbol de 1978 (que era aquel equipo que finalice primero al final de la ronda).
| Equipo      | Pts. | PJ | PG | PE | PP | GF | GC | Dif |
| ----------- | ---- | -- | -- | -- | -- | -- | -- | --- |
| México      | 10   | 5  | 5  | 0  | 0  | 20 | 5  | 15  |
| Haití       | 7    | 5  | 3  | 1  | 1  | 6  | 6  | 0   |
| El Salvador | 5    | 5  | 2  | 1  | 2  | 8  | 9  | -1  |
| Canadá      | 5    | 5  | 2  | 1  | 2  | 7  | 8  | -1  |
| Guatemala   | 3    | 5  | 1  | 1  | 3  | 8  | 10 | -2  |
| Surinam     | 0    | 5  | 0  | 0  | 5  | 6  | 17 | -11 |

| 9 de octubre de 1977 | México                          | 4:1 (1:0) | Haití       | Estadio Azteca, Ciudad de México                           |                                                            |
|                      | Sánchez 1' · Rangel 46' 70' 82' |           | Auguste 78' | Asistencia: 108 000 espectadores Árbitro(s): Ramón Barreto | Asistencia: 108 000 espectadores Árbitro(s): Ramón Barreto |

| 12 de octubre de 1977 | México                        | 3:1 (1:0) | El Salvador | Estadio Azteca, Ciudad de México                              |                                                               |
|                       | Cárdenas 36' · Rangel 59' 90' |           | Huezo 75'   | Asistencia: 110 000 espectadores Árbitro(s): Toros Kibritjian | Asistencia: 110 000 espectadores Árbitro(s): Toros Kibritjian |

| 15 de octubre de 1977 | México                                                                         | 8:1 (3:1) | Surinam          | Estadio Universitario, Monterrey                               |                                                                |
|                       | Rangel 24' · Isiordia 37' 49' · Sánchez 39' 90' · Jiménez 73' 84' · Chávez 80' |           | Schal 23' (pen.) | Asistencia: 52 000 espectadores Árbitro(s): José Luis Valverde | Asistencia: 52 000 espectadores Árbitro(s): José Luis Valverde |

| 19 de octubre de 1977 | México                            | 2:1 (1:1) | Guatemala     | Estadio Azteca, Ciudad de México                            |                                                             |
|                       | Vázquez 28' (pen.) · Cárdenas 81' |           | Mitrovich 44' | Asistencia: 110 000 espectadores Árbitro(s): Luis Pestarino | Asistencia: 110 000 espectadores Árbitro(s): Luis Pestarino |

| 22 de octubre de 1977 | México                       | 3:1 (2:1) | Canadá     | Estadio Universitario, Monterrey                          |                                                           |
|                       | Guzmán 31' 40' · Sánchez 65' |           | Parsons 9' | Asistencia: 55 000 espectadores Árbitro(s): Rudolph Moses | Asistencia: 55 000 espectadores Árbitro(s): Rudolph Moses |

## Amistosos previos
Datos correspondientes al periodo entre la finalización de la Campeonato de Naciones 1977 y el inicio de la Copa Mundial de Fútbol de 1978.
| 14 de febrero de 1978 | El Salvador | 1:5 (1:3) | México                                                    | Estadio Cuscatlán, San Salvador                          |                                                          |
|                       | Rugamas 30' |           | Sánchez 15, 27, 60' · Vázquez Ayala 34' (pen.) · Lugo 89' | Asistencia: 30000 espectadores Árbitro(s): Ramón Canales | Asistencia: 30000 espectadores Árbitro(s): Ramón Canales |

| 4 de abril de 1978 | México                                | 3:0 (2:0) | Bulgaria | Estadio Jalisco, Guadalajara                               |                                                            |
|                    | Ortega 7' · Mendizábal 38' · Lugo 88' |           |          | Asistencia: 55000 espectadores Árbitro(s): Gino D'Ippolito | Asistencia: 55000 espectadores Árbitro(s): Gino D'Ippolito |

| 11 de abril de 1978 | Perú        | 1:0 (0:0) | México | Memorial Coliseum, Los Ángeles                              |                                                             |
|                     | Gorriti 73' |           |        | Asistencia: 38016 espectadores Árbitro(s): Toros Kibritjian | Asistencia: 38016 espectadores Árbitro(s): Toros Kibritjian |

| 26 de abril de 1978 | España              | 2:0 (2:0) | México | Estadio Los Cármenes, Granada                           |                                                         |
|                     | Quini 6' · Dani 16' |           |        | Asistencia: 28000 espectadores Árbitro(s): Alain Delmer | Asistencia: 28000 espectadores Árbitro(s): Alain Delmer |

| 3 de mayo de 1978 | Finlandia | 0:1 (0:0) | México      | Estadio Olímpico, Helsinki                                |                                                           |
|                   |           |           | Sánchez 90' | Asistencia: 6054 espectadores Árbitro(s): Kjell Johansson | Asistencia: 6054 espectadores Árbitro(s): Kjell Johansson |

## Jugadores
- Datos corresponden a la situación previa al inicio del torneo

| #  | Nombre               | Posición      | Edad | Club                    |
| -- | -------------------- | ------------- | ---- | ----------------------- |
| 1  | Pilar Reyes          | Portero       | 22   | Tigres U. A. N. L.      |
| 2  | Manuel Nájera        | Defensa       | 25   | U de G                  |
| 3  | Alfredo Tena         | Defensa       | 22   | C. F. América           |
| 4  | Eduardo Ramos        | Defensa       | 27   | Deportivo Toluca F. C.  |
| 5  | Arturo Vázquez       | Defensa       | 26   | C. Universidad Nacional |
| 6  | Guillermo Mendizábal | Mediocampista | 23   | Cruz Azul F. C.         |
| 7  | Antonio de la Torre  | Mediocampista | 27   | C. F. América           |
| 8  | Enrique López Zarza  | Delantero     | 20   | C. Universidad Nacional |
| 9  | Víctor Rangel        | Delantero     | 21   | C. D. Guadalajara       |
| 10 | Cristóbal Ortega     | Delantero     | 21   | C. F. América           |
| 11 | Hugo Sánchez         | Delantero     | 20   | C. Universidad Nacional |
| 12 | Jesús Martínez       | Defensa       | 25   | C. F. América           |
| 13 | Rigoberto Cisneros   | Defensa       | 20   | Deportivo Toluca F. C.  |
| 14 | Carlos Gómez         | Defensa       | 23   | León F. C.              |
| 15 | Ignacio Flores       | Defensa       | 25   | Cruz Azul F. C.         |
| 16 | Javier Cárdenas      | Mediocampista | 27   | Deportivo Toluca F. C.  |
| 17 | Leonardo Cuéllar     | Mediocampista | 24   | C. Universidad Nacional |
| 18 | Gerardo Lugo         | Mediocampista | 23   | C. F. Atlante           |
| 19 | Hugo Rodríguez       | Delantero     | 26   | C. F. Laguna            |
| 20 | Mario Medina         | Delantero     | 31   | Deportivo Toluca F. C.  |
| 21 | Raúl Isiordia        | Delantero     | 25   | Atlético Español        |
| 22 | Pedro Soto           | Portero       | 24   | C. F. América           |
| DT | José Antonio Roca    |               |      |                         |

## Participación

### Primera fase
| Equipo           | Pts | PJ | PG | PE | PP | GF | GC | Dif |
| ---------------- | --- | -- | -- | -- | -- | -- | -- | --- |
| Polonia          | 5   | 3  | 2  | 1  | 0  | 4  | 1  | 3   |
| Alemania Federal | 4   | 3  | 1  | 2  | 0  | 6  | 0  | 6   |
| Túnez            | 3   | 3  | 1  | 1  | 1  | 3  | 2  | 1   |
| México           | 0   | 3  | 0  | 0  | 3  | 2  | 12 | -10 |

| 2 de junio de 1978, 16:45                            | Túnez                                  | 3:1 (0:1) | México             | Estadio Lisandro de la Torre, Rosario                   |                                                         |
|                                                      | Kaabi 55' · Ghommidh 79' · Dhouieb 87' | Reporte   | Vázquez 45' (pen.) | Asistencia: 17 396 espectadores Árbitro(s): John Gordon | Asistencia: 17 396 espectadores Árbitro(s): John Gordon |
| Primera victoria de un equipo africano en Mundiales. |                                        |           |                    |                                                         |                                                         |

| 6 de junio de 1978, 16:45 | Alemania Federal                                                 | 6:0 (4:0) | México | Estadio Olímpico de Córdoba, Córdoba                     |                                                          |
|                           | D.Müller 15' · H.Müller 30' · Rummenigge 38' 73' · Flohe 44' 89' | Reporte   |        | Asistencia: 35 258 espectadores Árbitro(s): Farouk Bouzo | Asistencia: 35 258 espectadores Árbitro(s): Farouk Bouzo |

| 10 de junio de 1978, 16:45 | Polonia                    | 3:1 (1:0) | México     | Estadio Lisandro de la Torre, Rosario                    |                                                          |
|                            | Boniek 43' 84' · Deyna 56' | Reporte   | Rangel 52' | Asistencia: 22 651 espectadores Árbitro(s): Jafar Namdar | Asistencia: 22 651 espectadores Árbitro(s): Jafar Namdar |

## Estadísticas

### Goleadores
| Jugador              | Anotado | A. | Min. |
| -------------------- | ------- | -- | ---- |
| Víctor Rangel        | 1       | 0  | 270  |
| Arturo Vázquez Ayala | 1       | 1  | 270  |